# Swedish Open 1975
Swedish Open 1975 - чоловічий і жіночий тенісний турнір, що проходив на відкритих кортах з ґрунтовим покриттям у Бостаді (Швеція). Належав до категорії Group B в рамках серії Grand Prix 1975. Це був 28-й турнір Swedish Open і тривав з 7 липня до 7 липня 1975 року. Мануель Орантес і Сью Баркер здобули титул в одиночному розряді.

## Фінальна частина

### Одиночний розряд, чоловіки
Мануель Орантес —  Хосе Їгерас 6–0, 6–3

### Одиночний розряд, жінки
Сью Баркер —  Гельга Мастгофф 6–4, 6–0

### Парний розряд, чоловіки
Ове Нільс Бенгтсон /  Бйорн Борг —  Хуан Хісберт /  Мануель Орантес 7–6, 7–5

### Парний розряд, жінки
Джанет Ньюберрі /  Пем Тігуарден —  Фіорелла Боніселлі /  Ракель Хіскафре 6–3, 6–3